# Álex Felip
Alejandro Felip Selma, detto Álex (Castellón de la Plana, 3 aprile 1992), è un calciatore spagnolo, centrocampista dell'L'Alcora.

## Carriera

### Club
Ha giocato nella massima serie e nella seconda divisione spagnola.